# Procès de la trahison

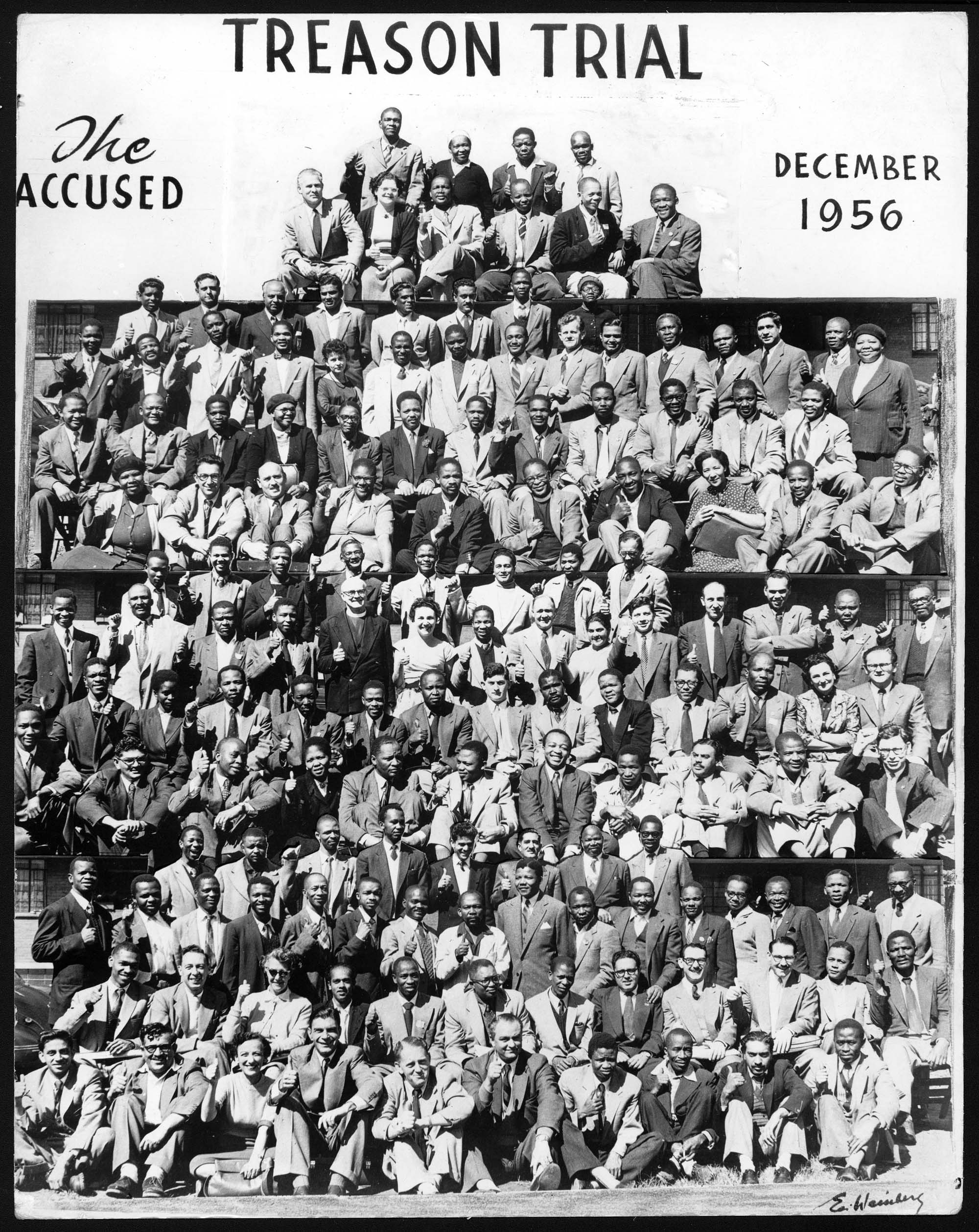
Les accusés du procès de la trahison

Le procès de la trahison (Treason Trial en anglais) est le nom donné à la procédure judiciaire qui s'est déroulée en Afrique du Sud entre 1956 et 1961 à l'encontre de 156 personnes, majoritairement membre du congrès national africain (ANC) ou du parti communiste sud-africain, accusées de haute trahison (hoogverraad en afrikaans) et de conspiration à l'échelon national dans le but de renverser le gouvernement par la violence et le remplacer par un État communiste. Ces accusations étaient passibles de la peine de mort.
Après les premières arrestations intervenues en décembre 1956, les premiers procès commencèrent en 1958. Au bout de 3 ans de procédures marquées par la relaxe successives de plus de 70 prévenus, les derniers accusés dont Nelson Mandela sont finalement acquittés le 29 mars 1961, les juges estimant que la Couronne n'avait pas réussi à prouver que l'ANC recourait à la violence pour tenter de renverser le gouvernement.

## Historique
À la suite de la réunion, en juin 1955, du congrès du peuple à Kliptown, réunissant trois mille délégués d'organisations anti-apartheid pour adopter la charte de la liberté, la police procède le 5 décembre 1956 à l'arrestation de 144 militants de l'ANC et de ses alliés parmi lesquels le chef Albert Lutuli et Nelson Mandela. La semaine suivante, ils sont rejoints par 12 autres personnes parmi lesquels Walter Sisulu. Au total, la police interpelle 156 personnes (105 Noirs, 21 Indiens, 23 Blancs et 7 Coloured), dont presque toute la direction nationale de l'ANC, qui sont alors formellement inculpées et internées durant 15 jours à la prison du Fort de Johannesburg avant d'être libérés sous caution.
L'objectif est pour le gouvernement de briser l'Alliance du Congrès qui regroupe plusieurs organisations anti-apartheid. La période couverte par l'accusation va du 1er octobre 1952 au 13 décembre 1956. L'accusation porte notamment sur la campagne de défiance de 1952, les manifestations lors du déplacement des habitants de Sophiatown et la participation des inculpés à la rédaction de la charte de la liberté. Celle-ci est présentée par le gouvernement comme une déclaration de principe révolutionnaire, car son application impliquerait le renversement par la violence du gouvernement et la destruction de l'État d'Afrique du Sud tel qu'il existe alors. Les prévenus sont également accusés de vouloir établir un régime communiste en Afrique du Sud (les mouvements communistes sont alors illégaux depuis une loi adoptée au début des années 1950). Pour le gouvernement, qui se base sur l'ancien droit hollandais applicable en Afrique du Sud, les accusés sont ainsi coupables de haute trahison, celle-ci étant entendue comme « une intention hostile de troubler, d'affaiblir ou de mettre en danger l'indépendance ou la sécurité de l’État ».
L'équipe de défense des accusés comprend Izrael Maisels, Sydney Kentridge, Vernon Berrangé et Bram Fischer. En face, l'accusation est notamment représentée par Oswald Pirow (qui meurt avant la fin de la procédure).
La phase préparatoire au procès eut lieu devant le tribunal d'instance de Johannesburg et dura 11 mois. Durant cette période, les charges furent examinées une à une pour déterminer s'il y avait matière à envoyer les accusés devant la Cour Suprême. Au mois de décembre 1957, la cour annonça l'abandon des charges contre 61 des accusés, parmi lesquels Oliver Tambo et Albert Lutuli. Il ne restait plus que 95 des interpellés dans le box des accusés.
Le procès débute le 3 août 1958. Il a lieu dans une ancienne synagogue de Pretoria, transformée en tribunal. La haute cour spéciale qui a été mise en place est composée de 3 juges (et non d'un seul comme le voulait la procédure normale) évidemment blancs mais de surcroît connus pour leur proximité avec le parti national au pouvoir. L'un des juges fut récusé avec succès par la défense et remplacé par un juge réputé impartial. Au bout d'une semaine, la stratégie juridique déployée par la défense se révéla payante : la cour cassa une des deux accusations relative à la loi sur l'interdiction du communisme puis, au bout de deux mois de procédures et devant l'affaiblissement des charges, la Couronne présenta un nouveau chef d'accusation à l'encontre de 30 des accusés. Pour les 62 autres personnes encore dans le box, la relaxe est finalement prononcée pour manque de preuves au milieu de l'année 1959. Déjà affaiblie, la mort soudaine d'Oswald Pirow en octobre 1959 porte un coup sérieux à l'efficacité et à l’agressivité de l'accusation. Son remplaçant n'a ni l'éloquence ni le mordant de son prédécesseur. Il ne peut rien faire quand l'un des principaux témoins de l'accusation, le professeur Andrew Murray, lui fait défaut lors du contre-interrogatoire de la défense et énonce que la charte de la liberté est un document humanitaire qui pouvait parfaitement représenter la réaction et les aspirations naturelles des non-blancs en Afrique du Sud.
L'accusation déposa ses conclusions le 10 mars 1960. Quatre jours plus tard, la défense commença à faire entendre ses témoins. Le 21 mars, Albert Lutuli est en train de témoigner quand intervient dans le sud du Transvaal le massacre de Sharpeville. Interrompu pendant plusieurs jours, le procès reprend le 31 mars. À la suite de l'interdiction de l'ANC au début du mois d'avril, et durant la période de l'état d'urgence alors en vigueur, les accusés sont détenus à la prison de Pretoria avec des permissions accordées pour le week-end. L'état d'urgence est finalement levé au mois d'août permettant aux détenus de regagner leurs domiciles situés pour la plupart à Johannesburg et dans ses faubourgs.
Le 29 mars 1961, après avoir rejeté une demande extraordinaire du ministère public pour changer l'accusation, le juge F.L. Rumpff rend un verdict d'acquittement mentionnant que si l'ANC travaillait bien à remplacer le gouvernement par une forme d'État radicalement et fondamentalement différent, qu'elle avait bien utilisé des moyens illégaux pour atteindre son but, que certains de ses dirigeants avaient défendu la violence, et que certains développaient une rhétorique de gauche anti-impérialiste, anti-occidentales et pro-soviétiques, la Couronne n'avait pas réussi à démontrer que l'ANC recourait bien à une politique visant à renverser l’État par la violence, ni que l'ANC était une organisation communiste ni que la charte de la liberté envisageait d'établir un régime communiste en Afrique du Sud. En conséquence, le juge déclara les accusés non coupables et leur acquittement.

## Liste partielle des prévenus
- ANC
  - Nelson Mandela (l'un des 30 derniers inculpés)
  - Ahmed Kathrada (l'un des 30 derniers inculpés)
  - Walter Sisulu (l'un des 30 derniers inculpés)
  - Albert Lutuli (relaxé en 1958)
  - Z. K. Mathews
  - Oliver Tambo (relaxé en 1958)
  - Lillian Ngoyi (l'un des 30 derniers inculpés)
  - Ida Mntwana (morte en 1960, au cours du procès)

- Parti communiste
  - Joe Slovo (l'un des 30 derniers inculpés)
  - Ruth First

- Congrès des démocrates
  - Lionel Bernstein
  - Helen Joseph (l'un des 30 derniers inculpés)

- Congrès indien
  - Monty Naicker,
  - Yusuf Dadoo